# 13 februari
13 februari är den 44:e dagen på året i den gregorianska kalendern. Det återstår 321 dagar av året (322 under skottår).

## Namnsdagar

### I den svenska almanackan
- Nuvarande – Agne och Ove
- Föregående i bokstavsordning
  - Agabus – Namnet fanns, till minne av en kristen profet i Apostlagärningarna, på dagens datum fram till 1901, då det utgick.
  - Agnar – Namnet infördes 1986 på 21 januari. 1993 flyttades det till dagens datum, men utgick 2001.
  - Agne – Namnet infördes på dagens datum 1901 och har funnits där sedan dess.
  - Alin – Namnet infördes på dagens datum 1986, men utgick 1993.
  - Alina – Namnet infördes på dagens datum 1986, men utgick 1993.
  - Inga – Namnet förekom på dagens datum på 1790-talet, men utgick sedan. 1901 infördes det på 25 oktober och har funnits där sedan dess.
  - Ove – Namnet infördes 1986 på 15 april. 1993 flyttades det till 8 maj och 2001 till dagens datum.
- Föregående i kronologisk ordning
  - Före 1901 – Agabus och Inga
  - 1901–1985 – Agne
  - 1986–1992 – Agne, Alin och Alina
  - 1993–2000 – Agne och Agnar
  - Från 2001 – Agne och Ove
- Källor
  - Brylla, Eva (red.): Namnlängdsboken, Norstedts ordbok, Stockholm, 2000. ISBN 91-7227-204-X
  - af Klintberg, Bengt: Namnen i almanackan, Norstedts ordbok, Stockholm, 2001. ISBN 91-7227-292-9

### Finlandssvenska almanackan
- Nuvarande från 1929[1] – Algot
- I föregående revideringar[a][2]
  - inga ändringar sedan 1929

## Händelser
- 1500 – Under det pågående fälttåget mot Ditmarsken, som inleddes två dagar tidigare, intar och plundrar den dansk-holsteinska hären huvudorten Meldorf. Eftersom flera ditmarskiska orter är intagna och hären dittills inte har stött på något motstånd anser många danskar, att fälttåget i och med detta bör vara över. Kung Hans bestämmer sig dock för att gå norrut, för att leta reda på de ditmarskiska bönderna och besegra dem, men när härarna möts i slaget vid Hemmingstedt den 17 februari lider danskarna ett stort nederlag.
- 1660 – Under den pågående riksdagen i Göteborg avlider den svenske kungen Karl X Gustav i lunginflammation. Då hans son och efterträdare Karl XI bara är fyra år tar en förmyndarstyrelse över regeringen, fram till dess att den unge kungen blir myndig (1672). Man kan nu börja fundera på att sluta fred med Sveriges fiender i det pågående nordiska kriget, vilket Karl X Gustav hårdnackat har vägrat, och senare under detta och nästa år avslutas kriget på samtliga fronter.
- 1689 – Sedan Jakob II genom den ärorika revolutionen har blivit avsatt som kung av England, Skottland och Irland den 23 december året innan väljs hans dotter Maria II och hennes man Vilhelm III till ländernas regenter. De förblir samregenter till hennes död 1694, varefter Vilhelm förblir ensam kung över länderna till sin död 1702, då han efterträds av Marias syster Anna.
- 1945 – Det amerikanska och brittiska flygvapnet inleder ett kraftigt bombanfall mot den tyska staden Dresden, vilket varar till den 15 februari. Man släpper totalt 3 500 ton brandbomber över staden, som blir helt ödelagd. Antalet dödsoffer beräknas till mellan 25 000 och 250 000 i denna räd, som numera ses som mycket kontroversiell av historikerna.
- 1953 – Nordiska rådet håller sitt första möte, ett knappt år efter grundandet. Rådet består vid denna tid av samtliga nordiska länder utom Finland, som inträder först 1955.
- 1980 – Olympiska vinterspelen 1980 invigs i Lake Placid av vicepresident Walter Mondale. Spelen avslutas 24 februari.
- 1983
  - 66 personer omkommer, när en brand utbryter i en biograf i italienska Turin.
  - Tio personer omkommer, när tre linbanevagnar i den italienska skidorten Champoluc störtar till marken.
- 1988 – Olympiska vinterspelen 1988 invigs i Calgary av generalguvernören i Canada Jeanne Sauvé. Spelen avslutas 28 februari.
- 2000 – Dagen efter att den amerikanske serieskaparen Charles M. Schulz har avlidit publiceras den sista originalstrippen av hans serie Snobben i amerikanska dagstidningar, nästan 50 år efter första publikationen (2 oktober 1950). Då det redan 1979 har bestämts, att ingen ska få ta över tecknandet av serien efter Schulz död får tidningarna därefter börja med repriser.
- 2012 – Jungfrufärd av raket Vega av ASI och ESA.
- 2017 – Kim Jong-nam, halvbror till Nordkoreas diktator Kim Jong-un, mördas på Kuala Lumpurs flygplats. Det antas att den nordkoreanska staten har anstiftat mordet.

## Födda
- 1599 – Alexander VII, född Fabio Chigi, påve från 1655
- 1624 – Erik Axelsson Oxenstierna, svensk greve, Sveriges rikskansler 1654–1656
- 1669 – Jean-Charles de Folard, fransk militär och militärteoretiker
- 1716 – Gabriel Falkenberg af Trystorp, svensk friherre, ämbetsman och landshövding i Västmanlands län
- 1744 – John Walker, amerikansk politiker, senator för Virginia 1790
- 1766 – Thomas Robert Malthus, brittisk präst, nationalekonom och demograf
- 1768 – Édouard Adolphe Casimir Joseph Mortier, fransk general och marskalk av Frankrike
- 1769 – Ivan Krylov, rysk fabeldiktare
- 1784 – Nikolaj Gneditj, rysk poet och översättare
- 1805 – Johann Peter Gustav Lejeune Dirichlet, tysk matematiker
- 1811 – François Achille Bazaine, marskalk av Frankrike
- 1822 – James B. Beck, brittisk-amerikansk politiker, senator för Kentucky 1877–1890
- 1847 – Clelia Barbieri, italiensk jungfru och ordensgrundare samt helgon
- 1849 – Randolph Churchill, brittisk torypolitiker, Storbritanniens finansminister 1886–1887, far till premiärministern Winston Churchill
- 1855 – Paul Deschanel, fransk politiker, Frankrikes president 18 februari–21 september 1920
- 1867 – Harold Mahony, irländsk tennisspelare
- 1873 – Fjodor Sjaljapin, rysk basoperasångare
- 1885 – Bess Truman, amerikansk presidenthustru, USA:s första dam 1945–1953 (gift med Harry S. Truman)
- 1891 – Grant Wood, amerikansk målare
- 1892
  - Elsa Carlsson, svensk skådespelare
  - Robert H. Jackson, amerikansk jurist och politiker, USA:s justitieminister 1940–1941
- 1903 – Georges Simenon, belgisk deckarförfattare
- 1910 – William B. Shockley, brittisk-amerikansk fysiker, mottagare av Nobelpriset i fysik 1956
- 1913
  - Bertil Anderberg, svensk skådespelare
  - Erik Nordgren, svensk kompositör, filmmusikarrangör och orkesterledare
- 1915 – Aung San, burmesisk politiker, far till Aung San Suu Kyi
- 1918 – Patty Berg, amerikansk golfspelare
- 1923
  - James Abdnor, amerikansk republikansk politiker, senator för South Dakota 1981–1987
  - Chuck Yeager, amerikansk testpilot, den förste som flög genom ljudvallen
- 1924 – Kurt Willbing, svensk barn- och ungdomsskådespelare
- 1929 – Per Lindqvist, svensk sångare och skådespelare
- 1931 – Tore Bengtsson, svensk skådespelare
- 1933 – Kim Novak, amerikansk skådespelare
- 1937 – Sigmund Jähn, tysk rymdfarare
- 1938 – Oliver Reed, brittisk skådespelare
- 1941 – Percy Barnevik, svensk företagsledare
- 1942 – Peter Tork, amerikansk skådespelare och musiker, medlem av gruppen The Monkees 1966–1968
- 1944
  - Stockard Channing, amerikansk skådespelare
  - Wlodek Gulgowski, polsk-svensk kompositör och textförfattare
- 1945 – Wallis Grahn, svensk skådespelare
- 1946 – Richard Blumenthal, amerikansk demokratisk politiker, senator för Connecticut 2011–
- 1950
  - Peter Gabriel, brittisk sångare
  - Eva Remaeus, svensk skådespelare, mest känd i rollen som Eva i barnprogramserien Fem myror är fler än fyra elefanter
- 1956
  - Liam Brady, irländsk fotbollsspelare
  - Jay Nixon, amerikansk demokratisk politiker, guvernör i Missouri 2009–2017
- 1958
  - Pernilla August, svensk skådespelare och regissör
  - Per Bill, svensk moderat politiker, landshövding i Gävleborgs län 2015–2024
- 1960
  - Pierluigi Collina, italiensk fotbollsdomare
  - Matt Salinger, amerikansk skådespelare
  - Pia Sundhage, svensk fotbollsspelare och -tränare
- 1961 – Kevin Cormpton, kanadensisk musiker med artistnamnet cEvin Key, medlem i gruppen Skinny Puppy
- 1964 – Ylva Johansson, svensk socialdemokratisk politiker, Sveriges skolminister 1994–1998, vård- och äldreomsorgsminister 2004–2006, arbetsmarknadsminister 2014–2019, EU-kommissionär 2019–2024
- 1971
  - Kristian Hermanson, svensk musiker
  - Mats Sundin, svensk ishockeyspelare
- 1973 – Göran Gillinger, svensk skådespelare
- 1974 – Robbie Williams, brittisk artist
- 1977 – Randy Moss, amerikansk fotbollsspelare
- 1979 – Anders Behring Breivik, norsk terrorist
- 1981 – Liam Miller, irländsk fotbollsspelare
- 1995 – Kingsley Sarfo, ghanansk fotbollsspelare

## Avlidna
- 721 – Chilperik II, omkring 49 eller 50, frankisk kung av Neustrien och Burgund sedan 715 samt av Frankerriket sedan 719
- 858 – Kenneth I MacAlpin, omkring 47, kung av Skottland sedan 843
- 1130 – Honorius II, 70, född Lamberto Scannabecchi, påve sedan 1124[3]
- 1219 – Minamoto no Sanetomo, 26, japansk poet och treje shogunen av kamakura-shogunat
- 1542 – Katarina Howard, omkring 20, Englands drottning 1540–1541 (gift med Henrik VIII) (avrättad)
- 1660 – Karl X Gustav, 37, kung av Sverige sedan 1654
- 1710 – Petrus Malmberg, 57, biskop i Västerås stift
- 1798 – Wilhelm Heinrich Wackenroder, 24, tysk författare
- 1863 – Presley Spruance, 77, amerikansk politiker, senator för Delaware 1847–1853
- 1883
  - William E. Smith, 58, brittisk-amerikansk politiker, guvernör i Wisconsin 1878–1882
  - Richard Wagner, 69, tysk tonsättare, dirigent och författare
- 1891 – Alexander Hugh Holmes Stuart, 83, amerikansk politiker, USA:s inrikesminister 1850–1853
- 1906 – Albert Gottschalk, 39, dansk målare
- 1907 – Bruno Gebhardt, 48, tysk historiker
- 1916 – Vilhelm Hammershøi, 51, dansk konstnär
- 1952 – Alfred Einstein, 71, tysk-amerikansk musikteoretiker och musikolog
- 1952 – Josephine Tey, 55, brittisk författare
- 1958
  - Christabel Pankhurst, 77, brittisk politiker och kvinnorättskämpe
  - Georges Rouault, 86, fransk expressionistisk målare
- 1963 – Robert Rice Reynolds, 78, amerikansk politiker, senator för North Carolina 1932–1945
- 1966 – Calle Jularbo, 72, svensk dragspelsmusiker
- 1968 – Mae Marsh, 72, amerikansk skådespelare
- 1972 – Ester Textorius, 88, svensk skådespelare
- 1980 – David Janssen, 49, amerikansk skådespelare
- 1988 – Gunnar Hyttse, 79, svensk bandyspelare
- 1991
  - Arno Breker, 90, tysk skulptör
  - Gunnar Hultgren, 89, svensk ärkebiskop 1958–1967
- 1994 – Lars Färnlöf, 51, svensk trumpetare
- 1996 – Martin Balsam, 76, amerikansk skådespelare
- 1988 – Carl Öst, 80, svensk kristen sångare och musiker
- 2000 – James Cooke Brown, 78, amerikansk sociolog och science fiction-författare
- 2002 – Waylon Jennings, 64, amerikansk countryartist
- 2003 – Tore Wretman, 86, svensk restaurangman och hovtraktör
- 2005
  - Sixten Ehrling, 86, svensk dirigent och orkesterledare
  - Maurice Trintignant, 87, fransk racerförare
  - Lúcia dos Santos, 97, portugisisk karmelitnunna
- 2006 – Ilan Halimi, 23, fransk mobiltelefonsäljare och uppmärksammat mordoffer
- 2007
  - Charlie Norwood, 65, amerikansk republikansk politiker
  - Johanna Sällström, 32, svensk skådespelare
- 2008 – Peter Melin, 59, svensk publicist
- 2010 – Erik Bratt, 94, svensk civilingenjör och flygare
- 2011 – T.P. McKenna, 81, irländsk skådespelare
- 2012 – Siv Larsson, 83, svensk sångerska och skådespelare
- 2013 – Anders Hellner, 73, svensk journalist och programledare
- 2014
  - Richard Møller Nielsen, 76, dansk fotbollstränare
  - Ralph Waite, 85, amerikansk skådespelare
- 2015
  - Geneviève Dormann, 81, fransk romanförfattare och journalist
  - Arne Sundelin, 64, svensk litteraturkritiker och författare
- 2018 – Prins Henrik, 83, dansk drottninggemål, gift med drottning Margrethe II av Danmark
- 2021 – Varg-Olle Nygren, 91, svensk speedwayförare